# Ашлань-Вершина
Ашла́нь-Верши́на (рос. Ашлань-Вершина, марій. Ошламучаш) — присілок у складі Марі-Турецького району Марій Ел, Росія. Входить до складу Марі-Турецького міського поселення.

## Населення
Населення — 44 особи (2010; 66 у 2002).
Національний склад (станом на 2002 рік):
- марійці — 94 %